# Col de la Leisse
Le col de la Leisse, situé à proximité de la source de la Leisse, est l'un des points de passage entre la vallée de la Maurienne et la vallée de la Tarentaise, plus précisément Tignes. Il se trouve à 2 761 mètres d'altitude. Le téléphérique de la Grande Motte est visible depuis les environs du col. Une des remontées mécaniques de Tignes et quelques pistes empruntent la haute vallée de la Leisse, également à proximité du col et en descendant du glacier de la Grande Motte.
Il n'est emprunté que par un chemin de montagne, que parcourt le sentier de grande randonnée 55.

## Toponymie
Le toponyme Leisse trouve son origine dans une dérivation du nom Axia avec agglutination de l'article, signifiant « eau, couler, mouiller, etc. »,,.

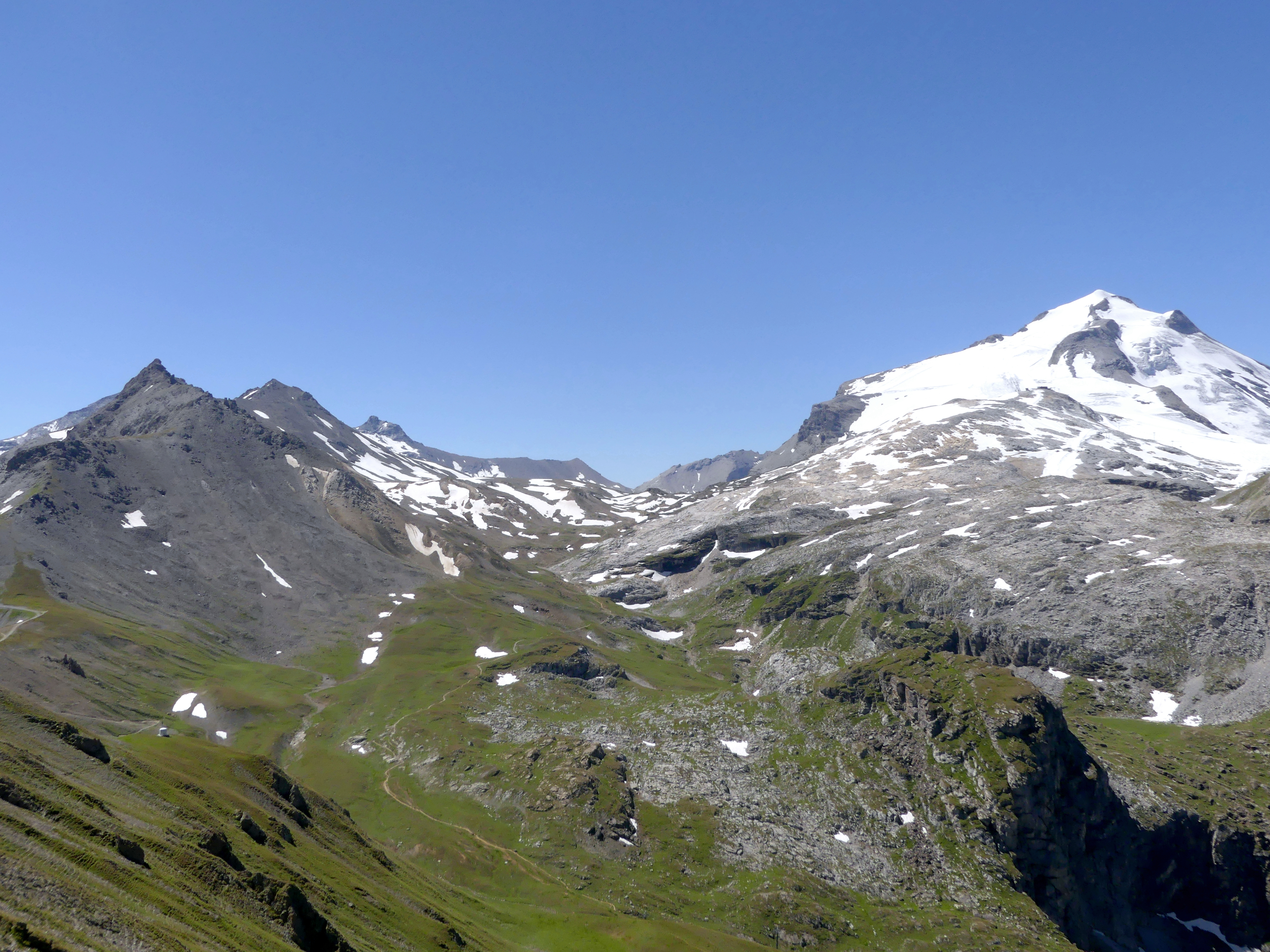
Vue depuis le nord du col de la Leisse entre la pointe du Grand Pré à gauche et la Grande Motte à droite.